# Salles-Lavalette
Salles-Lavalette là một xã thuộc tỉnh Charente trong vùng Nouvelle-Aquitaine tây nam nước Pháp. Xã này có độ cao trung bình 75 mét trên mực nước biển.
Sông Lizonne tạo thành ranh giới phía đông thị trấn.